# Wolfgang Schmidt (Mathematiker)

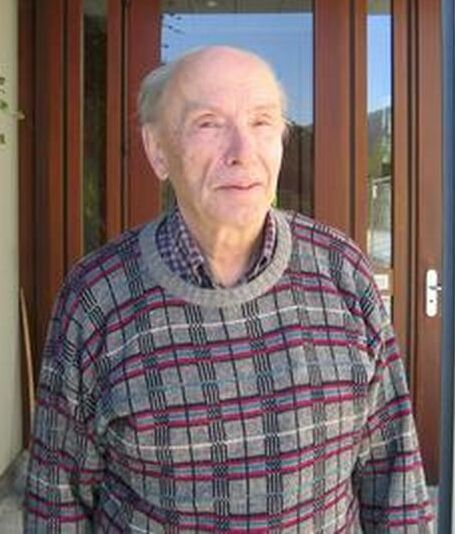
Wolfgang Schmidt, Oberwolfach 2007

Wolfgang M. Schmidt (* 3. Oktober 1933 in Wien) ist ein österreichischer Mathematiker, der sich mit Zahlentheorie beschäftigt. 

## Leben
Schmidt studierte an der Universität Wien Mathematik und Physik. 1955 wurde er dort bei Edmund Hlawka promoviert mit einer Arbeit über die Geometrie der Zahlen (Über höhere kritische Determinanten von Sternkörpern), die auch Eingang in Cassels’ Lehrbuch Geometry of Numbers fand. 1956 bis 1965 war er an den Universitäten Wien (wo er sich 1960 habilitierte), der University of Montana, der University of Colorado und der Columbia University. 1965 wurde er Professor an der Universität von Colorado in Boulder, wo er 2001 emeritiert wurde. 1970/71 war er am Institute for Advanced Study.
1960 untersuchte Schmidt, unter welchen Bedingungen an {\displaystyle r} und {\displaystyle s} Zahlen, die zur Basis {\displaystyle r} normal sind, auch zur Basis {\displaystyle s} normal sind, und zeigte: Genau dann, wenn {\displaystyle \ln(r)/\ln(s)} eine rationale Zahl ist, ist jede zur Basis {\displaystyle r} normale Zahl auch zur Basis {\displaystyle s} normal (ist {\displaystyle \ln(r)/\ln(s)} keine rationale Zahl, dann hat die Menge der Zahlen, die normal in {\displaystyle r} sind und in der Basis {\displaystyle s} nicht normal, sogar die Mächtigkeit des Kontinuums). 1968 bewies er die Existenz einer Zahl der T-Klasse, einer von Kurt Mahler eingeführten Klasse transzendenter Zahlen. Schmidt bewies unter anderem das Subspace-Theorem in der Theorie diophantischer Approximationen, aus dem auch der Satz von Thue-Siegel-Roth folgt. In der Geometrie der Zahlen verbesserte er die Ungleichung im Minkowski-Hlawka-Theorem. Nachdem Sergei Alexandrowitsch Stepanow in den 1960er Jahren einen elementaren Beweis der Riemann-Vermutung für hyperelliptische Kurven gegeben hatte (ursprünglich von André Weil), vereinfachte und erweiterte Schmidt den Beweis. In einer Reihe von Arbeiten in den 1970er Jahren befasste er sich auch mit den Irregularitäten in der Verteilung der Primzahlen.

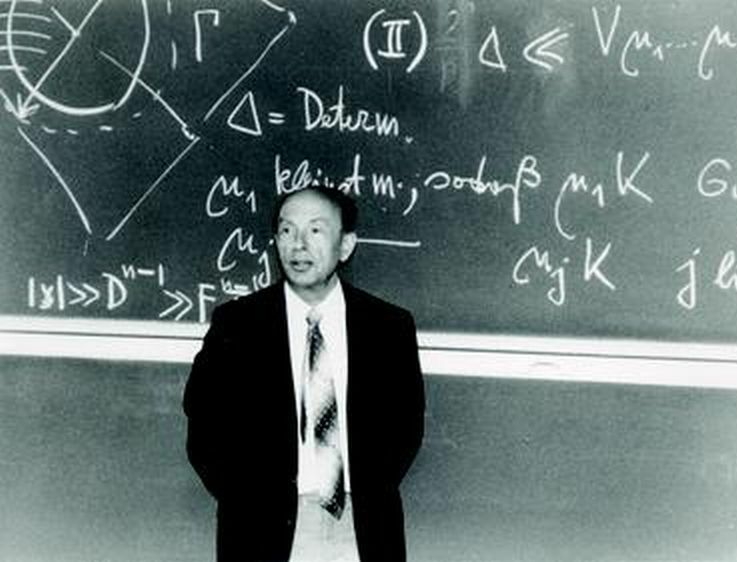
Wolfgang Schmidt, Wien 1987

1972 erhielt er den Colepreis in Zahlentheorie. Er ist Mitglied der österreichischen und polnischen Akademie der Wissenschaften. Er war dreimal (1970, 1974, 1983) Invited Speaker auf den Internationalen Mathematikerkongress (ICM), 1974 hielt er den Plenarvortrag (Application of Thue’s Method in various branches of number theory).
2003 erhielt er das Ehrenzeichen für Wissenschaft und Kunst der Republik Österreich. 1986 erhielt er den Humboldt-Forschungspreis. Er ist Ehrendoktor der Universität Ulm, der Sorbonne, der University of Waterloo und der Universität Marburg. Er ist Fellow der American Mathematical Society sowie der American Academy of Arts and Sciences.

## Schriften
- Diophantine approximations and Diophantine equations. Lecture Notes in Mathematics 1467, Springer Verlag, 1991, Nachdruck 1996, 2008, ISBN 978-3-540-54058-8
- Equations Over Finite Fields: An Elementary Approach. 2. Auflage, Kendrick Press, 2004 (zuerst Lecture Notes in Mathematics, Nr. 536, 1976, Springer Verlag)
- Approximation to algebraic numbers. L´Enseignement Mathematique Bd. 17, 1971, S. 187